# Adama Koné
 (septembre 2024).
Adama Koné est un financier et homme politique ivoirien, né le 20 novembre 1954 à Bouaflé.

## Biographie

### Enfance et formation
Né le 20 novembre 1954 dans la ville de Bouaflé, au centre-ouest de la Côte d’Ivoire, Adama Koné est titulaire d’un Baccalauréat série G2 obtenu au Lycée Technique d’Abidjan. Il intègre ensuite l’Université d’Abidjan où il obtient une licence en Sciences Economiques, avant de partir pour les États-Unis où il décroche à Adelphy University de New York, un Master of Business Administration (MBA), option Finances et Comptabilité. Adama Koné est également diplômé du Cycle Supérieur de l’Ecole Nationale d’Administration de Côte d’Ivoire (option Trésor).

### Carrière
Adama Koné commence sa carrière professionnelle à la Direction des participations du Ministère de l’Economie et des Finances ivoirien. Il y occupe de 1982 à 1984 le poste de Chargé d’audit des Sociétés d’Etat.
En 1984, il devient Agent Comptable chargé de la Gestion Financière et Comptable auprès des Etablissements Publics Nationaux (EPN) suivants : le Centre National des Œuvres Universitaires (CNOU), le Centre de Commerce International d’Abidjan (CCIA), la Radiodiffusion Télévision Ivoirienne (RTI) et l’Office de Sécurité Routière (OSER).
En 1989, Adama Koné est nommé Sous-directeur chargé de la gestion financière et comptable de ces  Etablissements Publics Nationaux pour trois années, avant d’occuper de 1992 à 1994 la fonction de Directeur de la Comptabilité Parapublique. Il part après du côté de la Société Nouvelle de Presse et d’Edition de Côte d’Ivoire (Groupe Fraternité Matin) où il exerce de 1994 à 2000 la fonction de Directeur de l’Administration et des Finances. Nommé Inspecteur Vérificateur Principal au Trésor Public pour la période allant de 2000 à 2001, il est promu quelque temps après Directeur Général Adjoint du Trésor et de la Comptabilité Publique (de mai 2001 à novembre 2010), puis Directeur Général du Trésor et de la Comptabilité Publique de décembre 2010 à janvier 2016.
Adama Koné a aussi dispensé des cours à l’attention des cycles Moyen et Supérieur de l’Ecole Nationale d’Administration de Côte d’Ivoire (ENA) durant six ans.
Adama Koné est depuis 2012 Président de l’Association Internationale des Services du Trésor (AIST). Il préside depuis 2016 le Conseil National de la Comptabilité (CNC), la Commission Nationale pour la Microfinance (CNM) et le Comité Technique chargé des questions relatives à la comptabilité publique au Conseil Comptable Ouest Africain (CCOA). En plus d’être le Représentant de la Côte d’Ivoire auprès de la Commission de Normalisation Comptable de l’Organisation pour l’Harmonisation en Afrique du Droit des Affaires (CNC-OHADA), Adama Koné est à la fois membre du Conseil d’Administration de la Banque Centrale des Etats de l’Afrique de l’Ouest (BCEAO), membre de la Commission Bancaire (UEMOA) et membre du comité d’Audit de la BCEAO.

### Carrière politique
Adama Koné fait son entrée au sein du gouvernement ivoirien le 12 janvier 2016, en qualité de ministre auprès du Premier ministre chargé de l'Économie et des Finances. Il est remplacé à ce poste par Adama Coulibaly le 4 septembre 2019, et devient ministre auprès du Président de la République chargé des Affaires économiques et financières et administrateur de la Côte d'Ivoire à la Banque africaine de développement,,.
Adama Koné est membre du Rassemblement des houphouëtistes pour la démocratie et la paix (RHDP) dont il est le Coordonnateur principal dans la région de la Marahoué.

## Distinctions
- Chevalier de l'ordre national de Côte d'Ivoire[1]

- Officier de l’Ordre national de Côte d’Ivoire[2]

- Officier de l'ordre du Mérite sportif‎[1]
- Commandeur de l’Ordre du mérite de la Fonction publique[2].

## Publication
- « Croissance économique en Afrique : état des lieux et perspectives à l’ère du Coronavirus », 2021, Abidjan, CERAP, 255 p.  (ISBN 9782371931398)[4],[7]